# 1599 Giomus
1599 Giomus è un asteroide della fascia principale esterna. Scoperto nel 1950, presenta un'orbita caratterizzata da un semiasse maggiore pari a 3,130885 UA e da un'eccentricità di 0,140640, inclinata di 6,092620° rispetto all'eclittica. Ha un diametro di 41,295 km, un periodo di rotazione di 9,53 ore e un'albedo di 0,026.
Fa parte della famiglia di asteroidi Hygiea.
L'asteroide prende il nome dalla denominazione medievale del comune francese di Gien, luogo di nascita dell'astronomo P. Prêtre che aveva calcolato l'orbita del corpo celeste.